# Воронино (Галичский район)
Воронино — деревня в Степановском сельском поселении Галичского района Костромской области России. 

## География
Деревня расположена у автодороги Судиславль — Солигалич Р100.

## История
Согласно Спискам населенных мест Российской империи в 1872 году деревня относилась к 1 стану Чухломского уезда Костромской губернии. В ней числилось 7 дворов, проживало 24 мужчины и 30 женщин.
Согласно переписи населения 1897 года в деревне проживало 70 человек (27 мужчин и 43 женщины).
Согласно Списку населенных мест Костромской губернии в 1907 году деревня относилась к Муравьищенской волости Чухломского уезда Костромской губернии. По сведениям волостного правления за 1907 год в ней числилось 11 крестьянских дворов и 81 житель.
До муниципальной реформы 2010 года деревня также входила в состав Степановского сельского поселения.